# Henry Lascelles, 5.º Conde de Harewood
Henry Ulrick Lascelles, 5º Conde de Harewood GCVO TD JP DL (21 de agosto de 1846 – 6 de outubro de 1929) foi um par britânico e filho de Henry Lascelles, 4 º Conde de Harewood e de sua primeira esposa Lady Elizabeth Joanna de Burgh.
Quando criança, ele viveu em Goldsborough Hall em Goldsborough, North Yorkshire, que era a casa para os herdeiros-em-espera para Harewood House. Durante sua vida a família Lascelles ainda eram grandes proprietários de terras em Barbados.
Ele sucedeu aos títulos de conde de Harewood , Visconde Lascelles , e Barão Harewood em 24 de junho de 1892.
No início de 1901 Lord Harewood foi convidado pelo rei Eduardo VII para participar de uma missão diplomática especial para anunciar a adesão do Rei aos governos da França, Espanha e Portugal.
Em 1908, ele foi nomeado Cavaleiro Comandante da Real Ordem Vitoriana e foi nomeado Cavaleiro da Grande Cruz da Real Ordem Vitoriana em 1922.

## Família
Em 29 de outubro de 1881, ele se casou com Lady Florence Bridgeman, filha de Orlando Bridgeman, 3.º Conde de Bradford, e eles tiveram três filhos:
- Henry George Charles Lascelles, 6.º Conde de Harewood (1882-1947), casou-se com a Princesa Maria e tiveram filhos.
- Lady Margaret Selina Lascelles (1883-1978), casado Gustavus Hamilton-Russell, 9 de Visconde Boyne e tiveram filhos.
- Maior Hon. Edward Cecil Lascelles (1887-1935), casado Joan Balfour, uma neta de George Campbell, 8.º Duque de Argyll.

## Estilos de endereço
- 1846-1857: O Senhor Henry U. Lascelles
- 1857-1892: Visconde Lascelles
- 1892-1908: O honorável direito o conde de Harewood
- 1908-1922: O honorável direito o conde de Harewood KCVO
- 1922-1929: O honorável direito o conde de Harewood GCVO

## Ligações Externas
- Hansard 1803–2005: contributions in Parliament by the Earl of Harewood
- Goldsborough Hall Web site
- Harewood House Web site